# Román Alcocer
Luis Román Alcocer Salazar (8 de agosto de 1974, Guadalajara, Jalisco, México) es un futbolista mexicano retirado que jugaba en la posición de defensa lateral izquierdo. Participó en la Copa Mundial de Fútbol Sub-17 de 1991 con la entonces selección infantil de México.
Se inició en las fuerzas básicas del Club Deportivo Guadalajara y llegó a las selecciones infantiles en 1990. Fue el capitán del representativo mexicano que asistió al Campeonato Sub-17 de la Concacaf en 1991.
Durante la Copa Mundial de Fútbol Sub-17 de 1991 disputó el partido contra Catar, siendo parte del único triunfo del equipo mexicano en ese torneo.
En 1992 recibió la medalla al mérito deportivo por parte del ayuntamiento de la ciudad de Guadalajara, Jalisco.